# Segunda División de Reunión
La Segunda División de Reunión, oficialmente Réunion Super Régionale 2 es la segunda división de fútbol de Reunión, territorio de ultramar francés. Fue fundada en 1956 y es organizada por la Ligue de Football de la Réunion.

## Formato
El campeonato tiene un sistema de puntos de 4-2-1, como todos los torneos amateur franceses (exceptuando el Championnat National). En la pirámide divisional de Francia, este torneo se encuentra en la PH (Promotion d'Honneur) (7.º nivel).
Los ganadores de cada grupo ascienden a la Primera División de Reunión y los últimos 2 de cada grupo descienden Tercera División de Reunión.

## Equipos temporada 2022

### Segunda División

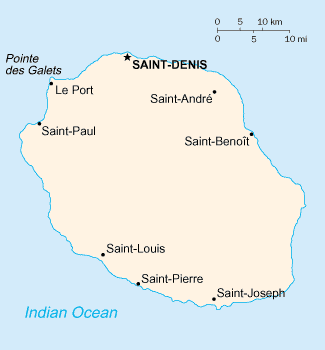
Reunión.

#### Grupo A
- ACS Redoute
- AFC Halte-Là
- AS Bretagne
- AS Eveche
- ASC Corbeil
- ASE Grande Montee
- Ent Ravine Creuse
- FC Avirons
- JS Champbornoise
- JS Sainte Annoise
- SS Charles Foucauld
- SC Chaudron

#### Grupo B
- AJ Petite-Île
- AS Étoile du Sud
- AS Red Star
- ASC Possession
- Cilaos FC
- CO Sainte-Pierre
- CS Saint Guilles
- ES Étang-Salé
- FC Ligne Paradis
- Jean Petit FC
- JS Gauloise
- JS Piton Saint-Leu

### Grupo C
- AD Vincendo Sport
- ASC Grands Bois
- ASC Labourdonnais
- ASC Makes
- FC Bagatelle
- FC Moufia
- FC Riv d'Galets
- GS Bérive
- OCSA Léopards
- Ravine Blanche Club
- Saint Denis École FA
- US Bell Canot

## Palmarés
| Temporada | Campeón                                         |
| --------- | ----------------------------------------------- |
| 1956      | Saint-Pauloise FC                               |
| 1957      | SS Escadrille                                   |
| 1958      | US Bénédictine                                  |
| 1959      | Desconocido                                     |
| 1960      | FC Bourbon                                      |
| 1961      | SS Tamponnaise                                  |
| 1962      | Stade Saint Pauloise                            |
| 1963      | SS Jeanne d'Arc                                 |
| 1964      | SS Dynamo                                       |
| 1965      | FC APEP                                         |
| 1966      | FC Bourbon                                      |
| 1967      | Stade Saint Pauloise                            |
| 1968      | AS Marsouins                                    |
| 1969      | AS Excelsior                                    |
| 1970      | Título no otorgado                              |
| 1971      | AS Marsouins                                    |
| 1972      | SS Jeunesse Musulmane                           |
| 1973      | OCSA Léopards                                   |
| 1974      | SS Tamponnaise                                  |
| 1975      | US Cambuston y SS Dominicaine                   |
| 1976      | SS Juniors Dionysiens y SS Charles Foucauld     |
| 1977      | SS Jeanne d'Arc y US Saint Joseph               |
| 1978      | OCSA Léopards y SS Tamponnaise                  |
| 1979      | ASC Monaco y AS Saint Philippe                  |
| 1980      | US Possesion                                    |
| 1981      | AS Saint Philippe                               |
| 1982      | ASC Monaco                                      |
| 1983      | AS Capricorne                                   |
| 1984      | AS Marsouins                                    |
| 1985      | La Tamponnaise                                  |
| 1986      | ASC Monaco                                      |
| 1987      | ESCE Ravine Creuse                              |
| 1988      | SS Gauloise                                     |
| 1989      | ESCE Ravine Creuse                              |
| 1990      | US Bénédictine                                  |
| 1991      | AS Sainte-Suzanne y AS Capricorne               |
| 1992      | SS Dynamo y FC Ouest                            |
| 1993      | CS Sainte Marie y AS Excelsior                  |
| 1994      | AS Chaudron y SS Sainte Rosienne                |
| 1995      | US Bénédictine y AS Excelsior                   |
| 1996      | CS Sainte Marie y AS Marsouins                  |
| 1997      | SS Dynamo y AS Capricorne                       |
| 1998      | AS Domenjod y FC Ouest                          |
| 1999      | SS Dynamo y AS Capricorne                       |
| 2000      | RC Sainte-Suzanne y FC Avirons                  |
| 2001      | Saint-Denis FC y SS Rivière Sports              |
| 2002      | US Bénédictine                                  |
| 2003      | FC Pont Yves Lagaillarde                        |
| 2004      | Saint-Denis FC                                  |
| 2005      | JS Cressonière                                  |
| 2006      | FC Avirons                                      |
| 2007      | Trois-Bassins FC                                |
| 2008      | Saint-Pauloise FC                               |
| 2009      | SS Saint-Louisienne                             |
| 2010      | AS Possession                                   |
| 2011      | SS Jeanne d'Arc                                 |
| 2012      | US Bénédictine                                  |
| 2013      | AS Marsouins                                    |
| 2014      | AS Possession                                   |
| 2015      | Saint-Denis FC                                  |
| 2016-17   | ASC Grands Bois y OCSA Léopards                 |
| 2017      | La Tamponnaise y AF Saint-Louisien              |
| 2018      | Trois-Bassins FC y Saint Denis École FA         |
| 2019      | AS Bretagne y JS Piton Saint Leu                |
| 2020      | FC Parfin y ASC Makes                           |
| 2021      | AS Sainte-Suzanne                               |
| 2022      | SC Chaudron, JS Piton Saint-Leu y OCSA Léopards |

## Títulos por club
| Club                     | Ciudad            | Campeón | Años Campeón                 |
| ------------------------ | ----------------- | ------- | ---------------------------- |
| US Bénédictine           | Saint-Benoît      | 5       | 1958, 1990, 1995, 2002, 2012 |
| AS Marsouins             | Saint-Leu         | 5       | 1968, 1971, 1984, 1996, 2013 |
| SS Dynamo                | Sainte-Marie      | 4       | 1964, 1992, 1997, 1999       |
| AS Capricorne            | Saint-Pierre      | 4       | 1983, 1991, 1997, 1999       |
| OCSA Léopards            | Saint-André       | 4       | 1973, 1978, 2016-17, 2022    |
| SS Tamponnaise           | Le Tampon         | 3       | 1961, 1974, 1978             |
| ASC Monaco               | Saint-Benoît      | 3       | 1979, 1982, 1986             |
| AS Excelsior             | Saint-Joseph      | 3       | 1969, 1993, 1995             |
| SS Jeanne d'Arc          | Le Port           | 3       | 1963, 1977, 2011             |
| Saint-Denis FC           | Saint-Denis       | 3       | 2001, 2004, 2015             |
| FC Bourbon               | Saint-Denis       | 2       | 1960, 1966                   |
| Stade Saint Pauloise     | Saint-Paul        | 2       | 1962, 1967                   |
| AS Saint Philippe        | Saint-Philippe    | 2       | 1979, 1981                   |
| ESCE Ravine Creuse       | Saint-André       | 2       | 1987, 1989                   |
| CS Sainte Marie          | Sainte-Marie      | 2       | 1993, 1996                   |
| FC Ouest                 | Saint-Paul        | 2       | 1992, 1998                   |
| FC Avirons               | Les Avirons       | 2       | 2000, 2006                   |
| Saint-Pauloise FC        | Saint-Paul        | 2       | 1956, 2008                   |
| AS Possession            | La Possession     | 2       | 2010, 2014                   |
| La Tamponnaise           | Le Tampon         | 2       | 1985, 2017                   |
| Trois Bassins FC         | Les Trois-Bassins | 2       | 2007, 2018                   |
| AS Sainte-Suzanne        | Sainte-Suzanne    | 2       | 1991, 2021                   |
| JS Piton Saint Leu       | Saint-Leu         | 2       | 2019, 2022                   |
| SS Escadrille            | Saint-Denis       | 1       | 1957                         |
| FC APEP                  | Hell-Bourg        | 1       | 1965                         |
| SS Jeunesse Musulmane    | Saint-Denis       | 1       | 1972                         |
| US Cambuston             | Saint-André       | 1       | 1975                         |
| SS Dominicaine           | L'Étang-Salé      | 1       | 1975                         |
| SS Juniors Dionysiens    | Saint-Denis       | 1       | 1976                         |
| SS Charles Foucauld      | Saint-Paul        | 1       | 1976                         |
| US Saint Joseph          | Saint-Joseph      | 1       | 1977                         |
| US Possesion             | La Possession     | 1       | 1980                         |
| SS Gauloise              | Bras-Panon        | 1       | 1988                         |
| AS Chaudron              | Saint-Denis       | 1       | 1994                         |
| SS Sainte Rosienne       | Sainte-Rose       | 1       | 1994                         |
| AS Domenjod              | Saint-Denis       | 1       | 1998                         |
| RC Sainte-Suzanne        | Sainte-Suzanne    | 1       | 2000                         |
| SS Rivière Sports        | Saint-Louis       | 1       | 2001                         |
| FC Pont Yves Lagaillarde | Le Tampon         | 1       | 2003                         |
| JS Cressonière           | Saint-André       | 1       | 2005                         |
| SS Saint-Louisienne      | Saint-Louis       | 1       | 2009                         |
| ASC Grands Bois          | Saint-Pierre      | 1       | 2016-17                      |
| AF Saint-Louisien        | Saint-Louis       | 1       | 2017                         |
| Saint Denis École FA     | Saint-Denis       | 1       | 2018                         |
| AS Bretagne              | Saint-Denis       | 1       | 2019                         |
| FC Parfin                | Saint-André       | 1       | 2020                         |
| ASC Makes                | Saint-Louis       | 1       | 2020                         |
| SC Chaudron              | Saint-Denis       | 1       | 2022                         |